# NGC 3884
NGC 3884 (другие обозначения — UGC 6746, MCG 4-28-51, ZWG 127.52, PGC 36706) — линзовидная галактика в созвездии Льва. Открыта Уильямом Гершелем в 1785 году.
Спектроскопический анализ показал, что в галактике присутствуют две кинематически разделённых составляющих; голубое смещение одной из них указывает на то, что в галактике наблюдается истечение вещества наружу. Галактика имеет активное ядро типа LINER и в ней наблюдается рентгеновское излучение.
Этот объект входит в число перечисленных в оригинальной редакции «Нового общего каталога».
Галактика NGC 3884 входит в состав группы галактик NGC 3842. Помимо NGC 3884 в группу также входят ещё 17 галактик.